# Brentwood Town Football Club
El Brentwood Town Football Club es un equipo de fútbol de Inglaterra que juega en la Isthmian league.

## Historia
Fue fundado en el año 1897 en la ciudad de Brentwood, Essex con el nombre Brentwood & Warley como equipo sucesor del Brentwood FC, equipo finalista de la FA Cup de la temporada 1885/86 que perdió ante Blackburn Rovers FC.
En 1965 el club adoptaría su nombre actual luego de pasar al profesionalismo. Jugando en el Hive en Ongar Road, el club renombrado dejó la Athenian League de aficionados para unirse a la Matropolitan League. Después de dos terceros puestos y una victoria en la Copa de la Liga en 1966–67, el club ascendió a la División Uno de la Southern League en 1967. En 1968–69 ganó la División Uno y ascendió a la Premier Division. En la misma temporada, el club también llegó a la segunda ronda de la FA Cup, donde perdió 1-10 ante el Southend United FC. En la temporada siguiente el club llegó a la tercera ronda de la copa; primero eliminaron al club de primera categoría Reading FC por 1-0 en la primera ronda, luego al Hendon FC por 2-0 en la segunda ronda. La tercera ronda empataron en casa contra el Northampton Town FC, con una multitud récord de más de 4000 personas que vieron al club después perder por 0-1. En la liga el club encabezó brevemente la tabla en septiembre y finalmente terminó noveno. Sin embargo, al final de la temporada, los directores del club decidieron fusionar el club con el Chelmsford City FC y el terreno del club se vendió para hacer viviendas.

### Reencarnación
Después de la disolución de Brentwood Town, el Manor Athletic cambió su nombre a Brentwood Athletic. Manor Athletic se estableció en 1954, y se unió a la Essex Olympian League en 1967, ganando la Copa de la Liga en su primera temporada. En 1974, el club cambió de nombre nuevamente, convirtiéndose simplemente en Brentwood, y se unió a la Essex Senior League. Luego ganaron la Copa de la Liga en 1975–76, 1978–79, 1990–91
En 2000-01, el club ganó su primer título de la Essex Senior League, aunque terminó tercero desde la parte inferior de la liga la temporada siguiente. [11] En 2004 el club adoptó su nombre actual. Después de ganar la Essex Senior League por segunda vez en 2006-07, y también ganar la Copa de la Liga, el club fue ascendido a la División Uno al Norte de la Isthmian League. En 2008-09 terminaron terceros y se clasificaron para los play-offs de promoción, pero perdieron 4-1 en casa ante Waltham Abbey FC. En 2010-11, el club terminó quinto y se clasificó nuevamente para los play-offs. Después de derrotar a Needham Market FC 3-1 en las semifinales, perdieron 3-2 ante Wingate & Finchley FC en la final. Se clasificaron para los play-offs nuevamente después de un cuarto puesto en 2014-15, y después de vencer al AFC Sudbury en los penaltis en la semifinal, derrotaron a Thurrock FC 5-0 en la final para ganar el ascenso a la Premier División. Sin embargo, la temporada siguiente los vio terminar en la zona de descenso, lo que resultó en el descenso a la División Uno Norte.

## Récords
- Mejor participación en la FA Cup: Tercera ronda, 1969–70
- Mejor participación en la FA Trophy: Primera ronda, 1969–70
- Mejor participación en la FA Vase: Primera ronda, 2004–05, 2006–07
- Récord de Asistencia
  - Original: 4000 vs Northampton Town, tercera ronda de la FA Cup, 12 de enero de 1970[3]
  - Moderno: 897 vs Stowmarket Town, semifinal de la Isthmian League Division One North, 26 de abril de 2022[6]

## Palmarés
- Essex Senior League: 2

2000–01, 2006–07
- Essex League Cup: 4

1975–76, 1978–79, 1990–91, 2006–07
- Gordon Brasted Memorial Trophy: 1

2006–07
- Harry Fisher Memorial Trophy: 1

1995–96
- Essex Olympian League Cup: 1

1967–68